# Ikarus 280
Ikarus 280 — венгерский городской сочленённый высокопольный среднеприводный автобус особо большой вместимости фирмы Ikarus, выпускавшийся с 1973 по 2003 год.

## Конструкция
Двигатель расположен горизонтально под полом пассажирского салона в пределах колёсной базы. Помимо дизеля Rába, автобусы оснащали двигателями компаний MAN, DAF, Cummins. У модификаций, поставлявшихся в СССР, кабина водителя полностью отделена от салона, расположение сидений — трёхрядное.
Подвеска пневматическая, с регулятором уровня положения кузова. Тормозные механизмы всех колёс — барабанные.

## История
Выпуск Ikarus 280 начался в 1973 году. За двадцать лет выпуска было более пятидесяти модификаций. Эти автобусы поставлялись в страны СЭВ, страны третьего мира и даже собирались на Кубе. В СССР они работали практически во всех регионах.
Выпуск этих автобусов для Венгрии завод Ikarus прекратил в 1993 году. Он перешёл на выпуск более современных машин 400-й серии. Но на этом история автобуса не закончилась. Завод продолжал параллельно выпускать автобусы 200-й серии для других стран, кроме того был налажен восстановительный ремонт — обновлялось более 80 % конструктивных элементов, что позволяло из старого автобуса получить почти новый. Окончательно серийный выпуск автобусов 200-й серии в Венгрии был прекращён в 2003 году, последняя партия автобусов модификации 280.33О была отправлена в Таджикистан.
В 1994 году сборку автобусов Ikarus 280 освоил московский завод «Тушино-Авто» (ТМЗ). Сначала это была досборка почти готовых машин, затем завод сам освоил многие производственные операции. Так, в 1996 году появилась модификация Ikarus 280.33М. От базовой — Ikarus 280.33 — её отличали дисковые мосты и цвет (он стал стандартным московским — бело-зелёным). Также изменилось количество сидений.
В 2004—2006 годах часть из автобусов модели 280.33М переоборудовалась на работу с КПГ на СВарЗе. Фирма Raba-motors модернизировала двигатели Raba D10 до модели Raba G10, компании Woodward (США) и DELTEC (Европа) поставляли газовое оборудование, а НПФ «Реал-Шторм» (г. Ижевск) поставлял металлокомпозитные баллоны. СВарЗ усиливал крышу автобуса и монтировал на неё две кассеты с 5 и 3 металлокомпозитными баллонами типа 3 объёмом по 123 л. Такие машины поступали в 11-й автобусный парк «ГУП Мосгортранс» и они работали там до 9 мая 2013 года, когда все газовые машины парка были сняты с эксплуатации из-за взрыва газового ЛиАЗа-5293. Одна из них сохранена как музейный экспонат.
Автобусы Ikarus 280, поставлявшиеся в СССР, красились в жёлтый цвет, а автобусы, поставлявшиеся в Российскую Федерацию, красились в бело-красный цвет и в белый цвет — для Санкт-Петербурга.

## Выпуск в России
Автобусы модификации Ikarus-280.33М выпускались из машинокомплектов на московском заводе ТМЗ (расположенном в Тушине) в 1994—2001 годах. Автобусы красили уже по новому московскому стандарту и оборудовали новым двигателями RABA D 10, которые отличались от своих предшественников RABA — MAN D 2156H меньшими объёмом и токсичностью выбросов выхлопных газов. Первый автобус марки Ikarus 280.33М, полностью собранный в Москве, поступил на испытания в ФАТП на маршрут № 157 в 1996 году. Автобус выдержал испытания, и данная модель серийно выпускалась вплоть до 2001 года. Концом производства данной модели послужило закрытие головного завода IKARUS в венгерском городе Секешфехерваре. Завод ТМЗ спроектировал ещё две модели автобуса для Москвы — Московит-6222 и Тушинец-6280. Прототипом автобуса Тушинец-6280 был Ikarus 280.64, а прототипом автобуса Московит-6222 был Ikarus 435.17А2; ограниченной серией был выпущен лишь Московит-6222.
Выпуск автобусов на ТМЗ был вызван тем, что в России на тот момент серийно не производилась ни одна сочленённая модель автобуса, а пассажиропотоки в Москве оставались напряжёнными. Тем не менее в 2001 году, когда завод «Ikarus» оказался на грани банкротства, а выпуск Ikarus 280 полностью прекратился, — в России на заводе ЛиАЗ было налажено производство ЛиАЗ-6212.

## Сохранившиеся экземпляры
В Москве сохранились несколько автобусов Ikarus 280 различных модификаций, являющихся экспонатами Музея наземного городского пассажирского транспорта. Из них наиболее известен являющийся ходовым автобус с бортовым номером 09476.
Также в Москве несколько автобусов данной марки до недавнего времени курсировали между крупнейшими торговыми центрами, однако в течение 2016 года все они были отстранены от эксплуатации.
После 2016 года крупнейшим городом России, где автобусы семейства Ikarus 280 находились в регулярной эксплуатации, являлся Екатеринбург — но там эксплуатировались автобусы модификации 283.10, по состоянию на конец марта 2020 года 47 машин, так же там до 2019 года эксплуатировались 3 Ikarus 280.80, с 1 июля 2021 года эксплуатация автобусов Ikarus в Екатеринбурге прекращена.
По состоянию на осень 2021 года, автобусы Ikarus 280 продолжают работать (на сезонных маршрутах, обслуживающих летом «дачные» перевозки) только в двух городах России: Курске и Саратове. Последними городами СНГ с автобусами данной модели в эксплуатации были Кишинёв и Душанбе. Эти партии автобусов были поставлены из Венгрии уже после распада СССР, в 1998 и 2003 годах соответственно. В течение 2019—2021 годов все «Икарусы» в Душанбе и Кишинёве были отставлены от эксплуатации.
В Будапеште автобусы Ikarus 280 ездили до осени 2022 года. В последние дни они использовались на маршруте 7Е в качестве средства на специальных рейсах для транспортных фанатов.

## Заводские модификации
| Модификация | Описание | Внешние признаки | Формула дверей   | Двигатель            | Годы выпуска     |
| ----------- | --- | --- | ---------------- | -------------------- | ---------------- |
| 280.00      | Первая модификация в серии «Ikarus-280» для Венгрии. Нередко автобусы этой модели проходили капитальный ремонт на заводе «Кравтэкс» и шли в Россию.                                                                                              | Автобусы, прошедшие капитальный ремонт «Кравтэкс», красились в белый цвет с разноцветными полосками. | 4+4+4+4          | Raba-MAN D2156HM6U   | 1973-1986        |
| 280.01      | Первая модификация для СССР. | Узкие форточки через окно, с 1981 года — широкие форточки во всех окнах | 4+4+4+4          | Raba-MAN D2156HM6U   | 1975-1984        |
| 280.02      | Модификация для ГДР, поставлялись с 1974 года. | Отсутствуют форточки, «ушастые» сиденья. | 4+4+4+4          | Raba-MAN D2156HM6U   | 1974-1990        |
| 280.03      | Модификация для ГДР. | Пригородная версия, «ушастые» сиденья. | 0+4+0+4, 0+2+0+2 | Raba-MAN D2156HM6U   | 1974-1990        |
| 280.04      | Модификация для Болгарии. | | 4+4+4+4          | Raba-MAN D2156HM6U   | 1974- 1987       |
| 280.05      | Модификация для Румынии. | | 4+4+4+4          |                      | 1974-1979        |
| 280.06      | Модификация для Венгрии. | | 4+4+4+4, 2+2+2+2 | Raba-MAN D2156HM6U   | 1974-1989        |
| 280.07      | Модификация для Венгрии. | | 4+4+4+4          |                      | 1976-1978        |
| 280.08      | Модификация для Чехословакии, Болгарии.. | Узкие форточки. | 4+4+4+4          | Raba-MAN D2356HM6U   | 1974-1990        |
| 280.08A     | Модификация для Чехословакии и Венгрии. | | 4+4+4+4          | Raba-MAN D2156HM6UT  | 1989—1990        |
| 280.08B     | Построен для Словакии в единственном экземпляре. | | 4+4+4+4          | Raba-MAN D2156HM6UT  | 1992             |
| 280.09      | Построен для Чехословакии в единственном экземпляре. | | 4+4+4+4          |                      | 1976; 1981       |
| 280.10      | Модификация для Чехословакии, поставлялись с 1975 года. | | 4+4+4+4          | Raba-MAN D2356HM6U   | 1974-1989        |
| 280.11      | Модификация для Польши, построен в единственном экземпляре. | | 4+4+4+4          | Raba-MAN D2156HM6U   | 1979             |
| 280.12      | Построены для Чехословакии в двенадцати экземплярах. | | 2+2+2+2          | Raba-MAN D2356HM6U   | 1984             |
| 280.15      | Модификация для Венгрии. | | 4+4+4+4, 2+2+2+2 | Raba-MAN D2156HM6U   | 1975-1990        |
| 280.16      | Модификация для Венгрии. | |                  |                      | 1977-1980        |
| 280.17      | Модификация для Венгрии. | | 2+2+0+2          | Raba-MAN D2156HM6U   | 1978-1990        |
| 280.20M     | Модификация для Венгрии. | | 4+0+4+0, 2+0+2+0 | Rába D10 UTS-155     | 2000             |
| 280.22      | Модификация для Венгрии, построен в единственном экземпляре. | | 0+2+0+2          | Raba-MAN D2156HM6U   | 1978             |
| 280.23      | Модификация для Венгрии, выпущено десять автобусов. | | 2+2+0+2          | Raba-MAN D2156HM6U   | 1979             |
| 280.25      | | | 2+2+0+2          | Raba-MAN D2356HM6U   |                  |
| 280.26      | Модификация для Польши. | На некоторых машинах в процессе ремонта появились пластиковые накладки с прямоугольными фарами. | 4+4+4+4          | Raba-MAN D2156HM6U   | 1980-1990        |
| 280.26D     | Модификация для Польши. | Отличались планетарными дверями. | 2+2+2+2          | Rába D2156HM6U       | 1983             |
| 280.26E     | Модификация для Польши. | Планетарные двери, другой мотор. | 2+2+2+2          | Rába D10 UTS-180     | 2001             |
| 280.27      | Мелкосерийная модификация для Венгрии. | | 2+2+2+2          | Raba-MAN D2356HM6U   | 1986-1987        |
| 280.28      | | |                  |                      |                  |
| 280.29      | | | 4+0+4+0          | Raba-MAN D2156HM6U   |                  |
| 280.30A     | Модификация для Венгрии. | | 2+2+0+2          | Rába D10 UTSLL-190   | 1998-2002        |
| 280.30M     | Модификация для Венгрии. | | 4+4+0+4, 2+2+0+2 | Raba D10 UTS-180     | 1996-2002        |
| 280.33      | Модификация для СССР, поставлялись с 1983 года. | Чёрные поручни, перегородка кабины водителя в половину передней двери. | 4+4+4+4          | Raba-MAN D2156HM6U   | 1983-1995        |
| 280.33A     | Прототип для собственного выпуска в России. Построен в 1994 году. | | 2+2+2+2          | Raba D10 UTS-155     | 1994             |
| 280.33C     | Мелкосерийная модификация, собранная в 1995 году на заводе ТМЗ для Москвы. | Между 1-й и 2-й дверьми одно окно, а не два. | 2+2+2+2          | Mercedes-Benz OM447h | 1995             |
| 280.33D     | | Между 1-й и 2-й дверьми одно окно, а не два. | 2+2+2+2          |                      |                  |
| 280.33F     | | | 2+2+0+2          | Mercedes-Benz OM447h |                  |
| 280.33G-10  | Переделанная под работу на природном газе модификация 280.33М. | Газовые баллоны под кожухом на крыше, иногда наносились надписи «Газ метан — топливо XXI века» и «Москве — экологически чистый транспорт». | 4+4+4+4          | Raba G10 TE 190      | 2004-2006        |
| 280.33M     | Модификация собиралась в Секешфехерваре, ТМЗ и мелко серийно на Тольятти АЗОТ. Основная часть автобусов, собранных на ТМЗ, работала в Москве. Главное отличие от модификации .33 — Решёточка на борту (для вентиляции турбированного двигателя). | Автобусы венгерской сборки окрашивались в Бело-синий цвет, сборки ТМЗ в бело-зеленый, сборки Тольятти Азот окрашивались в белый. Автобусы до 1997 выглядели как 280.33. С 1997 года поручни ТМЗ стали зелеными, а Секешфехервара — оранжевыми. Мосты — дисковые. | 4+4+4+4          | Raba D10 UTSLL 190   | 1996-2002        |
| 280.33N     | Северная модификация, собиравшаяся в 1996 г. для Якутии. | | 4+4+4+4          | Raba D10 UTS 155     | 1996             |
| 280.33O     | Модификация для Санкт-Петербурга, Молдавии и Таджикистана, поставлялись с 1995 года. | | 2+2+2+2          | Raba D10 UTS 155     | 1995-2002        |
| 280.37      | Мелкосерийная модификация для Польши. | Между 1-й и 2-й дверьми одно окно, а не два. | 2+2+2+2          | MAN D2866TUH/001     | 1992             |
| 280.37A     | Мелкосерийная модификация для Польши. | Между 1-й и 2-й дверьми одно окно, а не два. | 2+2+2+2          | MAN D2866UM01        | 1993-1994        |
| 280.37B     | Построен для Польши в единственном экземпляре. | Между 1-й и 2-й дверьми одно окно, а не два. | 2+2+2+2          | MAN D2866UM01        | 1994             |
| 280.37C     | Построены для Польши в двух экземплярах. | Между 1-й и 2-й дверьми одно окно, а не два. | 2+2+2+2          | MAN D2866UM01        | 1993-1994        |
| 280.37D     | Построены для Польши в 1994 году. | Между 1-й и 2-й дверьми одно окно, а не два. | 2+2+2+2          | MAN D2866UM01        | 1994             |
| 280.38A     | Построен для Польши в одном экземпляре. | |                  | MAN D2865LUH05       | 1995             |
| 280.40A     | Модификация для Венгрии. | | 2+2+2+2          | Raba D10 UTS-180     | 1992-2000        |
| 280.40M     | Модификация для Венгрии. | | 2+2+2+2          | Raba D10 UTSLL-190   | 1996-2002        |
| 280.41      | Модификация для СССР. | Схож с .33. Мощный двигатель. | 2+2+2+2          | Raba-MAN D2356HM6U   | 1986             |
| 280.43      | Модификация для Болгарии. | | 4+4+4+4          |                      | 1984-1985        |
| 280.46      | Мелкосерийная модификация для Польши. | | 2+2+2+2          | Raba-MAN D2156HM6U   |                  |
| 280.47      | Мелкосерийная модификация для Венгрии. | | 2+2+2+2          | Raba-MAN D2156HM6U   | 1985-1988        |
| 280.48      | Модификация для СССР. | «Ушастые» сиденья. Автобусы жёлтого цвета. | 2+2+2+2          | Raba-MAN D2356HM6U   | 1987-1990        |
| 280.49      | Модификация для Венгрии. | | 4+4+4+4, 2+2+2+2 | Raba-MAN D2156HM6U   | 1985-1993        |
| 280.50      | Мелкосерийная модификация для Венгрии. | | 2+2+2+2          |                      | 1990             |
| 280.51      | Мелкосерийная модификация для Венгрии. | | 2+2+2+2          | Raba-MAN D2156HM6U   |                  |
| 280.52      | Модификация для Венгрии. | | 2+2+2+2          | Raba-MAN D2356HM6U   | 1986-1989        |
| 280.52A     | Мелкосерийная модификация для Венгрии. | | 2+2+2+2          | Raba-MAN D2156HM6UT  | 1989-1991        |
| 280.52B     | Мелкосерийная модификация для Венгрии. | | 2+2+2+2          | Raba-MAN D2356HM6U   | 1991             |
| 280.52С     | Мелкосерийная модификация для Венгрии. | | 2+2+2+2          | Raba-MAN D2156HM6UT  | 1993             |
| 280.52D     | Мелкосерийная модификация для Венгрии. | | 2+2+2+2          |                      | 1995             |
| 280.52E     | Мелкосерийная модификация для Венгрии. | | 2+2+2+2          |                      | 1995             |
| 280.52F     | Мелкосерийная модификация для Венгрии. | | 2+2+2+2          |                      | 1996             |
| 280.52G     | Построен для Венгрии в 1999 году, в единственном экземпляре. | На газовом топливе. | 2+2+2+2          |                      | 1997; 1999; 2002 |
| 280.53      | Построены для Польши в двух экземплярах. | | 2+2+2+2          | Raba-MAN D2156HM6U   | 1996             |
| 280.54      | Мелкосерийная модификация для Венгрии. | | 2+2+0+2          | Raba-MAN D2356HM6U   | 1987-1992        |
| 280.54A     | Мелкосерийная модификация для Венгрии. | | 2+2+0+2          | Raba-MAN D2156HM6UT  | 1989-1991        |
| 280.54B     | Мелкосерийная модификация для Венгрии. | | 2+2+0+2          | Raba D10 UTS-180     | 1995             |
| 280.54C     | Мелкосерийная модификация для Венгрии, построен в одном экземпляре. | | 2+2+0+2          | Raba-MAN D2156HM6UT  | 1995             |
| 280.54D     | Мелкосерийная модификация для Венгрии. | | 2+2+0+2          |                      | 1991             |
| 280.57      | Мелкосерийная модификация для Польши. | |                  | Raba-MAN D2156HM6UT  | 1990             |
| 280.58      | Мелкосерийная модификация для Польши. | |                  | Raba-MAN D2156HM6UT  | 1991             |
| 280.58B     | Мелкосерийная модификация для Польши. | | 2+2+2+2          | Raba-MAN D2156HM6UT  | 1993             |
| 280.59      | Построены для Болгарии в двух экземплярах. | | 4+4+4+4          | Raba-MAN D2156HM6U   | 1988             |
| 280.60      | Построен образец для Эквадора. | | 2+0+2+0          | Cummins LTA 10 B290  |                  |
| 280.61      | Мелкосерийная модификация для Венгрии. | | 0+4+0+4          | Raba-MAN D2156HM6U   | 1988             |
| 280.63      | Модификация для Литвы. | | 4+4+4+4          | Raba-MAN D2156HM6U   | 1989             |
| 280.64      | Модификация для СССР. | «Ушастые» сиденья. Автобусы жёлтого цвета с белыми дверьми. Люминесцентные светильники, перегородка без двери. | 2+2+2+2          | Raba-MAN D2156HM6U   | 1985-1991        |
| 280.65      | Произведён в единственном экземпляре как выставочный. | | 4+4+0+4          | DAF LT 210           | 1991             |
| 280.66      | | |                  |                      |                  |
| 280.67      | Модификация для Турции, поставлялись с 1991 года | Ширмовые двери, форточки во всех окнах | 4+4+4+4          | Raba-MAN D2156HM6UT  |                  |
| 280.68      | | | 2+2+2+2          | Raba-MAN D2156HM6UT  | 1992             |
| 280.69      | Модификация для Ирана. | Между 1-й и 2-й дверьми одно окно, а не два. | 0+2+2+2          |                      | 1990-1992        |
| 280.70A     | Мелкосерийная модификация для Польши. | |                  | Rába D10 UTS-180     | 1994             |
| 280.70С     | Построен для Польши в единственном экземпляре. | | 2+2+2+2          |                      | 1994             |
| 280.70D     | Модификация для Польши. | | 2+2+2+2          | Rába D10 UTS-184     | 1994-1995        |
| 280.70E     | Модификация для Польши. | | 2+2+2+2          | Rába D10 UTS-180     | 1995-1997        |
| 280.70H     | Модификация для Польши. | | 2+2+2+2          | MAN D2866UM01        | 1995             |
| 280.80      | Построены для Свердловска, всего 10 экземпляров. | Между 1-й и 2-й дверьми одно окно, а не два. Изменена компоновка салона. Ряд сдвоенных сидений слева, а не справа. Отличается механизм открывания форточек. | 2+2+2+2          | MAN D2866TUH001      | 1994             |
| 280.82      | Построены для Свердловска в двух экземплярах. | Между 1-й и 2-й дверьми одно окно, а не два. | 4+4+4+4          | MAN D2866TUH001      | 1994             |
| 280.84      | Модификация для Смоленска. | Между 1-й и 2-й дверьми одно окно, а не два. | 4+4+4+4          |                      | 1990             |
| 280.87      | Модификация для Чехии и Словакии. | | 2+2+2+2          | Rába D10 UTSLL-160   | 1994-1997        |

## Достоинства
Основные достоинства автобуса — хорошая приспособленность к сложным климатическим условиям, высокая надёжность и ремонтопригодность, очень мягкая подвеска, удобная планировка салона и высокая пассажировместимость. Мощная независимая отопительная система «Сирокко», мягкие и удобные кресла, широко открывающиеся большие окна, проход, в котором легко разойтись двум пассажирам.

## Недостатки
К недостаткам можно отнести: большую высоту пола салона автобуса, обусловленную центральным расположением двигателя, из-за чего посадка/высадка пассажиров может быть затруднена; очень часто в угоду лёгкости ремонта в автопарках лишали автобусы системы отопления. Так, в Мурманске, например, Икарусы получили прозвище «БМРТ» из-за сильного обледенения салона зимой (БМРТ — большой морозильный рыболовный траулер). В салоне часто стоял запах недожжёной солярки, вызывавший тошноту и головную боль.
Во времена новой России существенным недостатком Икарусов стала дороговизна, и, как следствие, дефицит запчастей. В результате многие автобусы, обладавшие потенциально очень большим ресурсом, были досрочно выведены из эксплуатации. К примеру, в Петрозаводске уже в 2004 году местная автоколонна полностью отказалась от 280-х Икарусов.

## Ikarus 280T
На базе сочлененной модели 280 с 1975 по 1992 год выпускались небольшими партиями троллейбусы под обозначением 280Т. Троллейбусы имели электрооборудование различных производителей, в том числе и советское электрооборудование троллейбусного завода ЗиУ (Завода имени Урицкого), но чаще применялось венгерское Ganz.

## Галерея
Показать все фотографии
- Ikarus 280 мод. 70Е в Быдгоще
- Ikarus 280 мод. 70E в Катовице
- Ikarus 280 мод. 33М в Москве (ширмовые двери)
- Ikarus 280 мод. 33С в Москве (планетарные двери)
- Подержанный Ikarus 280 мод. 02 из Восточной Германии в Ярославле, 2006 г.
- Салон автобуса Ikarus 280
- Двухдверный Ikarus 280 в Чехии
- Ikarus 280 в Кракове (вид сзади)
- Ikarus 280 в Берлине (традиционная окраска Восточного Берлина)
- Икарус 280.80 в Екатеринбурге[8].
- Ikarus 280.03 в Железногорск (Курская область)

## Происшествия
26 октября 1998 года в Хабаровске автобус Ikarus 280 при следовании по 7 маршруту был разбит на ЖД переезде в крушении в Хабаровске, когда в него на скорости 80 км/ч врезались 5 неуправляемых вагонов-хопперов, укатившихся с территории завода железо-бетонных конструкций "Дальспецстрой", в крушении погибли 24 человека, пострадали более 20.